# Pane nero di Castelvetrano
Il pane nero di Castelvetrano (pani nìvuru in siciliano) è un pane di antica tradizione prodotto a Castelvetrano, in provincia di Trapani.
Il tipico pane viene prodotto anche nelle zone limitrofe della provincia.

## Produzione
Viene realizzato mischiando due semole: quella di grano biondo siciliano e quella ricavata da una varietà di grano duro locale raro, la tumminìa, entrambe integrali e macinate in mulini a pietra naturale.
La tumminìa è un grano particolarmente duro e a ciclo breve (trimestrale), seminato a marzo, caratterizzato da cariossidi scure e cristalline. Il nome viene fatto risalire al greco trimenaios (grano a ciclo trimestrale seminato a marzo), anche definito grano marzuolo o marzuddu. Il colore scuro della tumminìa è responsabile della colorazione del pane nero.
Dal 2008 è in corso il processo per ottenere il riconoscimento di presidio DOP (Denominazione di origine protetta).

## Lavorazione
La farina viene impastata con acqua, sale di Trapani e lievito naturale (detto lu criscenti). Dopo una lunga lievitazione dell'impasto, i pani vengono cotti a 300 °C in forni di pietra alimentati con le fronde di ulivo tagliate nella potatura. Quando il fuoco ha portato il forno a temperatura, si toglie la brace e si ripulisce accuratamente il forno con una scopa di palma nana prima di infornare il pane, che cuoce lentamente, senza fuoco diretto.

## Il pane
Questo pane è prodotto con una farina di grano duro locale particolare chiamata "tumminìa" macinata in mole di pietra; ciò rende unico e caratterizza il profumo di tostato con note di mandorla e malto.
Il prodotto è compatto, atto ad una lunga conservazione. Si presenta a forma di pagnotta (vastedda) o a "zampa di bue" (cuddura), del peso tradizionalmente di 1 kg e con un diametro di 20–30 cm e uno spessore di 8–10 cm. La crosta, coperta di semi di sesamo, è dura e di colore scuro (caffè). L'interno è di colore giallo grano, con mollica morbida dal sapore dolce.
È tutelato come presidio di Slow Food. Questa unica e particolarissima produzione ha rischiato in passato l'estinzione, finché i panificatori locali si sono riuniti in consorzio rivitalizzando anche la produzione della farina dei mulini locali che usano ancora le macine di pietra.